# Општина Микула (Сату Маре)
Микула (рум. Micula) општина је у Румунији у округу Сату Маре.
Oпштина се налази на надморској висини од 121 m.